# اس‌ام‌اس تایگر (۱۸۸۷)
اس‌ام‌اس تایگر (۱۸۸۷) (به انگلیسی: SMS Tiger (1887)) یک کشتی بود که طول آن ۷۶٫۰۲ متر (۲۴۹ فوت ۵ اینچ) بود. این کشتی در سال ۱۸۸۷ ساخته شد.